# Kaputt
Das Adjektiv kaputt bedeutet entzwei, zerbrochen, zerrissen, zerstört. Der Gegenstand befindet sich also nicht oder nicht mehr in funktionsfähigem Zustand. Das eigentlich nicht steigerbare Wort hat die Steigerungsformen „kaputter, am kaputtesten“. Das Wort drückt einen endgültigen oder zumindest nicht nur vorübergehenden Zustand aus, der eine Reparatur erfordert.

## Verbreitung
Das Wort hat eine internationale Sonderbedeutung, da es aus dem Deutschen in viele andere Sprachen eingesickert ist. Teils wird es dort selbst verwendet und ersetzt die landestypischen Wörter, die sich meist von einem Verb ableiten, wie broken, out of order (englisch), χαλασμένος [chalasménos] (neugriechisch) oder rotto (italienisch). Zumindest als typisch deutsches Wort wird es verstanden (wie „bitte“, „danke“ und ähnliche Wörter). Die Internationalität ergibt sich auch dadurch, dass es in den meisten Sprachen kein ähnliches einheimisches Wort mit der Lautung „kaputt“ gibt. Nachgewiesen scheint, dass andere Sprachen das Wort „kaputt“ aus dem deutschen Sprachraum übernommen haben. Dabei wird englisch die Schreibung „kaput“ bevorzugt, niederländisch die Schreibung „kapot“.
Das Wort erreichte kurz nach dem Zweiten Weltkrieg und der Einnahme Berlins durch die Rote Armee Popularität, als der Spruch „Hitler kaputt“ (russisch Гитлер капут / Gitler kaput) weltweit benutzt wurde.
Umgangssprachlich wird das Wort auch für Personen verwendet. Es kann für „erschöpft sein“, aber auch für „emotional geschädigt“ verwendet werden („kaputter Typ“).

## Etymologie
Woher die Verwendung im deutschen Sprachraum kommt, ist weitgehend ungeklärt. Eine Basis als Verb ist nicht bekannt.

### Verwendung im Kartenspiel
Die wahrscheinlichste Deutung geht auf ein französisches Wort capot zurück. Schriftlich nachgewiesen ist es sicher, seitdem es im Dreißigjährigen Krieg als Ausdruck im Kartenspiel genutzt wurde, wenn alle vorherigen Stiche verloren gingen (faire capot, être capot).  Hier kommt kapores im Sinne von „vorherige Stiche niederschlagen“ in Betracht.
Das Äquivalent nach deutscher Mundart hieß „kaputt machen“.
Diese französische Wurzel wiederum wird zurückgeführt auf capoter für „kentern“ – was seine Begründung haben soll in capot als Grundbedeutung für den vorderen Teil eines Schiffes (in der heutigen Zeit auch die Motorhaube) – das wiederum auf das lateinische caput für „Kopf“ zurückgeführt wird.
Möglich ist auch, dass die Verwendung in französischer Mundart aus der deutschen Umgangssprache übernommen und nachträglich auf das französische capoter bezogen wurde.

### Synonyme Verwendung
In der hebräischen Sprache gibt es das Wort kaparôt für „Sühneopfer“, „Versöhnung“. Dieses besitzt einen verwandten Begriff im Jiddischen: Die Kapores sind die am Versöhnungstag geschlagenen Hühner. An jenem Tag wurden dann „Kapores geschlagen“, was in die Gaunersprache als „kapores machen“ überging und so viel wie „niederschlagen“ bis hin zu „totschlagen“ bedeutete.
Diese Bedeutung kommt der Verwendung von „kaputt“ nahe, ist jedoch nicht damit verwandt.

## Belege
1. ↑  https://www.duden.de/rechtschreibung/kaputt
2. ↑  Duden – Herkunftswörterbuch. Etymologie der deutschen Sprache Mannheim: Dudenverlag 2001 Band 7, 3. Auflage S. 391 (Eintrag kaputt).
3. ↑  Duden – Herkunftswörterbuch S. 390f. (Eintrag kapores).
4. ↑  kapores Wahrig Herkunftswörterbuch, abgerufen am 20. Juni 2024